# Арона
Арона (італ. Arona) — муніципалітет в Італії, у регіоні П'ємонт, провінція Новара.
Арона розташована на відстані близько 540 км на північний захід від Рима, 105 км на північний схід від Турина, 36 км на північ від Новари.
Населення — 14 161 особа (2014).

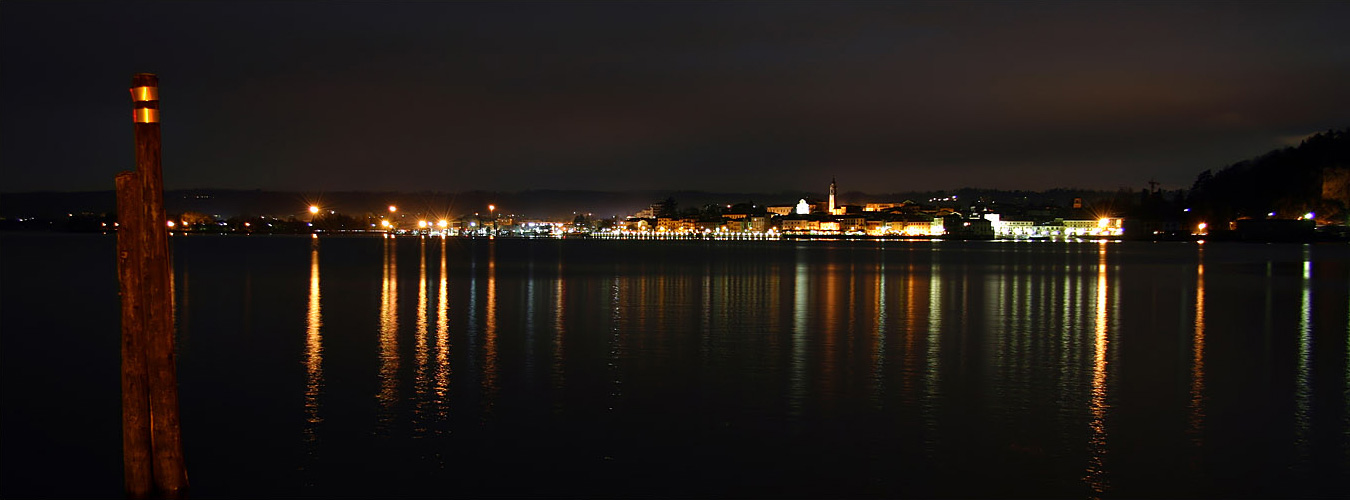

Щорічний фестиваль відбувається 13 березня. Покровитель — Graziano.

## Демографія
Населення за роками:

Станом на 1 січня 2023 року в муніципалітеті офіційно проживали 1474 іноземці з 76 країн, серед них 246 громадян країн Євросоюзу та 276 громадян України.

## Уродженці
- Альдо Чевеніні (*1889 — †1973) — італійський футболіст, півзахисник, згодом — футбольний тренер.

## Сусідні муніципалітети
- Анджера
- Коміньяго
- Дормеллетто
- Інворіо
- Меїна
- Оледжо-Кастелло
- Паруццаро